# Australië op de Olympische Zomerspelen 1956
Australië was de gastheer van de Olympische Zomerspelen 1956 in Melbourne. Australische ruiters waren ook present bij de onderdelen paardensport die werden gehouden in Stockholm, Zweden eerder dat jaar. Dit vanwege de strenge Australische quarantaineregels. Met 13 gouden medailles waren dit de meest succesvolle Spelen tot nu toe. Dit aantal zou pas overtroffen worden op de Spelen van 2000, opnieuw in eigen land.

## Medailles
| Sport       | Olympiër | Discipline            | Medaille |
| ----------- | --- | --------------------- | -------- |
| Atletiek    | Betty Cuthbert | 100m (v)              | Goud     |
| Atletiek    | Betty Cuthbert | 200m (v)              | Goud     |
| Atletiek    | Shirley Strickland | 80m horden (v)        | Goud     |
| Atletiek    | Norma Croker Betty Cuthbert Fleur Mellor Shirley Strickland                                                              | 4x100m (v)            | Goud     |
| Wielersport | Ian Browne Anthony Marchant                                                                                              | tandem (m)            | Goud     |
| Zwemmen     | Jon Henricks | 100m vrije slag (m)   | Goud     |
| Zwemmen     | Murray Rose | 400m vrije slag (m)   | Goud     |
| Zwemmen     | Murray Rose | 1500m vrije slag (m)  | Goud     |
| Zwemmen     | David Theile | 100m rugslag (m)      | Goud     |
| Zwemmen     | John Devitt Jon Henricks Kevin O'Halloran Murray Rose                                                                    | 4x200m vrije slag (m) | Goud     |
| Zwemmen     | Dawn Fraser | 100m vrije slag (v)   | Goud     |
| Zwemmen     | Lorraine Crapp | 400m vrije slag (v)   | Goud     |
| Zwemmen     | Lorraine Crapp Dawn Fraser Faith Leech Sandra Morgan                                                                     | 4x100m vrije slag (v) | Goud     |
|             | |                       |          |
| Atletiek    | Graham Gipson Kevan Gosper Leon Gregory David Lean                                                                       | 4x400m (m)            | Zilver   |
| Atletiek    | Chilla Porter | hoogspringen (m)      | Zilver   |
| Roeien      | Stuart MacKenzie | skiff (m)             | Zilver   |
| Zeilen      | John Scott Rolly Tasker                                                                                                  | 12m² sharpie (m)      | Zilver   |
| Zwemmen     | John Devitt | 100m vrije slag (m)   | Zilver   |
| Zwemmen     | John Monckton | 100m rugslag (m)      | Zilver   |
| Zwemmen     | Lorraine Crapp | 100m vrije slag (v)   | Zilver   |
| Zwemmen     | Dawn Fraser | 400m vrije slag (v)   | Zilver   |
|             | |                       |          |
| Atletiek    | Hector Hogan | 100m (m)              | Brons    |
| Atletiek    | John Landy | 1500m (m)             | Brons    |
| Atletiek    | Allan Lawrence | 10000m (m)            | Brons    |
| Atletiek    | Marlene Matthews | 100m (v)              | Brons    |
| Atletiek    | Marlene Matthews | 200m (v)              | Brons    |
| Atletiek    | Norma Thrower | 80m horden (v)        | Brons    |
| Boksen      | Kevin Hogarth | -67kg (m)             | Brons    |
| Kanovaren   | Walter Brown Dennis Green                                                                                                | K-2 10000m (m)        | Brons    |
| Roeien      | Murray Riley Mervyn Wood                                                                                                 | dubbel-twee (m)       | Brons    |
| Roeien      | Michael Aikman Fred Benfield David Boykett Brian Doyle Harold Hewitt Jim Howden Walter Howell Garth Manton Adrian Monger | acht (m)              | Brons    |
| Wielersport | Dick Ploog | sprint (m)            | Brons    |
| Zeilen      | Douglas Buxton Devereaux Mytton Jock Sturrock                                                                            | 5,5m (m)              | Brons    |
| Zwemmen     | Gary Chapman | 100m vrije slag (m)   | Brons    |
| Zwemmen     | Faith Leech | 100m vrije slag (v)   | Brons    |

## Deelnemers en resultaten

### Atletiek
| Olympiër                                                    | Discipline               | Resultaat | Prestatie |
| ----------------------------------------------------------- | ------------------------ | --------- | --- |
| Gavin Carragher                                             | 100m (m)                 | 49e       | serie 7: 4e in 11,36 |
| Hector Hogan                                                | 100m (m)                 | Brons     | serie 8: 1e in 10,72 kwartfinale 3: 1e in 10,78 halve finale 2: 3e in 10,62 finale: 3e in 10,6 |
| Ray Land                                                    | 100m (m)                 | 21e       | serie 6: 2e in 11,05 kwartfinale 1: 6e in 11,15 |
| Graham Gipson                                               | 200m (m)                 | 32e       | serie 9: 3e in 22,06 |
| Hector Hogan                                                | 200m (m)                 | 17e       | serie 8: 2e in 21,97 kwartfinale 3: 4e in 21,90 |
| Douglas Winston                                             | 200m (m)                 | 37e       | serie 2: 3e in 22,20 |
| Graham Gipson                                               | 400m (m)                 | 13e       | serie 5: 2e in 47,87 kwartfinale 2: 4e in 47,45 |
| John Goodman                                                | 400m (m)                 | 25e       | serie 8: 4e in 48,73 |
| Kevan Gosper                                                | 400m (m)                 | 7e        | serie 7: 1e in 48,07 kwartfinale 4: 1e in 46,83 halve finale 2: 4e in 46,45 |
| James Bailey                                                | 800m (m)                 | 11e       | serie 3: 1e in 1.51,1 halve finale 2: 7e in 1.51,4 |
| Bill Butchart                                               | 800m (m)                 | 8e        | serie 4: 3e in 1.51,6 halve finale 1: 4e in 1.53,8 finale: 8e |
| Donald MacMillan                                            | 800m (m)                 | 22e       | serie 2: 4e in 1.53,4 |
| John Landy                                                  | 1500m (m)                | Brons     | serie 3: 3e in 3.48,67 finale: 3e in 3.42,0 |
| Mervyn Lincoln                                              | 1500m (m)                | 12e       | serie 2: 1e in 3.45,63 halve finale 1: 3e in 3.50,8 finale: 12e in 3.51,9 |
| Allan Lawrence                                              | 5000m (m)                | DNF       | serie 2: 1e in 14.14,67 finale: niet gestart |
| Albie Thomas                                                | 5000m (m)                | 6e        | serie 3: 1e in 14.14,41 finale: 5e in 14.05,03 |
| Allan Lawrence                                              | 10000m (m)               | Brons     | 28.53,6 |
| David Power                                                 | 10000m (m)               | 7e        | 29.49,6 |
| Dave Stephens                                               | 10000m (m)               | 20e       | |
| John Chittick                                               | 110m horden (m)          | 20e       | serie 2: 5e in 15,18 |
| Kenneth Doubleday                                           | 110m horden (m)          | 18e       | serie 1: 5e in 14,98 |
| James Joyce                                                 | 110m horden (m)          | 17e       | serie 3: 6e in 15,02 |
| Geoff Goodacre                                              | 400m horden (m)          | 15e       | serie 2: 3e in 52,5 |
| David Lean                                                  | 400m horden (m)          | 5e        | serie 1: 2e in 51,4 halve finale 2: 2e in 51,4 finale: 5e in 51,8 |
| Ross Parker                                                 | 400m horden (m)          | 10e       | serie 4: 1e in 53,5 halve finale 1: 6e in 52,6 |
| Ron Blackney                                                | 400m horden (m)          | 21e       | serie 2: 10e in 9.16,0 |
| Neil Robbins                                                | 400m horden (m)          | 7e        | serie 2: 5e in 8.55,4 finale: 7e in 8.55,4 |
| Graham Thomas                                               | 400m horden (m)          | 18e       | serie 1: 10e in 9.09,8 |
| Gavin Carragher Hector Hogan Raymond Land Edward McGlynn    | 4x100m (m)               | 7e        | serie 2: 1e in 40,6 halve finale 2: 4e in 40,8 |
| Graham Gipson Kevan Gosper Leon Gregory David Lean          | 4x400m (m)               | Zilver    | serie 2: 2e in 3.10,4 finale: 2e in 3.06,0 |
| Keith Ollerenshaw                                           | marathon (m)             | 25e       | 2:48.12 |
| Les Perry                                                   | marathon (m)             | DNF       | niet gefinisht |
| John Russell                                                | marathon (m)             | 18e       | 2:41.44 |
| Ted Allsopp                                                 | 20km snelwandelen (m)    | 10e       | 1:35.43,0 |
| Ronald Crawford                                             | 20km snelwandelen (m)    | 13e       | 1:39.35,0 |
| Donald Keane                                                | 20km snelwandelen (m)    | 6e        | 1:33.52,0 |
| Ted Allsopp                                                 | 20km snelwandelen (m)    | DSQ       | gediskwalificeerd |
| Ronald Crawford                                             | 20km snelwandelen (m)    | 13e       | 5:22.36,0 |
| Raymond Smith                                               | 20km snelwandelen (m)    | 6e        | 4:56.08,0 |
| Ian Bruce                                                   | verspringen (m)          | 23e       | kwalificatie : 23e met 6,91m |
| Hugh Jack                                                   | verspringen (m)          | 24e       | kwalificatie : 24e met 6,90m |
| Michael Moroney                                             | verspringen (m)          | 19e       | kwalificatie : 19e met 7,09m |
| Ronald Gray                                                 | hink-stap-springen (m)   | 25e       | kwalificatie : 25e met 14,46m |
| Brian Oliver                                                | hink-stap-springen (m)   | 23e       | kwalificatie : 23e met 14,74m |
| Maurice Rich                                                | hink-stap-springen (m)   | 27e       | kwalificatie : 27e met 14,26m |
| Chilla Porter                                               | hoogspringen (m)         | Zilver    | kwalificatie : 4e met 1,92m finale: 2e met 2,10m |
| Colin Ridgway                                               | hoogspringen (m)         | 7e        | kwalificatie : 16e met 1,92m finale: 7e met 2,00m |
| John Vernon                                                 | hoogspringen (m)         | 24e       | kwalificatie : 24e met 1,82m |
| Peter Denton                                                | polsstokhoogspringen (m) | 18e       | kwalificatie : 18e met 3,85m |
| Bruce Peevery                                               | polsstokhoogspringen (m) | 17e       | kwalificatie : 17e met 3,85m |
| Barry Donath                                                | kogelstoten (m)          | 9e        | kwalificatie : 4e met 16,57m finale: 9e in 16,52m |
| Robert Hanlin                                               | kogelstoten (m)          | 11e       | kwalificatie : 11e met 15,62m finale: 11e met 16,08m |
| Vesmonis Balodis                                            | discuswerpen (m)         | 20e       | kwalificatie : 20e met 44,24m |
| John Achurch                                                | speerwerpen (m)          | 21e       | kwalificatie : 21e met 65,76m |
| Robert Grant                                                | speerwerpen (m)          | 16e       | kwalificatie : 16e met 65,76m |
| Martin Crowe                                                | hoogspringen (m)         | 21e       | kwalificatie : 4e met 48,43m |
| Neville Gadsen                                              | hoogspringen (m)         | 20e       | kwalificatie : 20e 48,84m |
| Charlie Morris                                              | hoogspringen (m)         | 19e       | kwalificatie : 19e met 48,43m |
| Ian Bruce                                                   | tienkamp (m)             | 11e       | 100m: 11e in 11,7 (678 punten) verspringen: 10e met 6,62m (672 punten) kogelstoten: 11e met 12,30m (609 punten) hoogspringen: 8e met 1,83m (806 punten) 400m: 12e in 51,3 (751 punten) 110m horden: 10e in 15,9 (612 punten) discuswerpen: 11e met 36,62m (536 punten) polsstokhoogspringen: 10e met 3,40m (476 punten) speerwerpen: 9e met 51,38m (554 punten) 1500m: 7e in 4.50,4 (331 punten) totaal: 6025 punten |
| John Cann                                                   | tienkamp (m)             | 10e       | 100m: 3e in 10,9 (948 punten) verspringen: 12e met 6,57m (659 punten) kogelstoten: 12e met 12,18m (598 punten) hoogspringen: 13e met 1,70m (656 punten) 400m: 5e in 49,3 (900 punten) 110m horden: 7e in 15,6 (673 punten) discuswerpen: 9e met 38,76m (592 punten) polsstokhoogspringen: 14e met 2,70m (226 punten) speerwerpen: 6e met 57,89m (689 punten) 1500m: 6e in 4.49,2 (340 punten) totaal: 6278 punten    |
| Pat Leane                                                   | tienkamp (m)             | 9e        | 100m: 8e in 11,4 (768 punten) verspringen: 7e met 6,79m (722 punten) kogelstoten: 7e met 13,26m (696 punten) hoogspringen: 4e met 1,86m (845 punten) 400m: 10e in 51,0 (772 punten) 110m horden: 12e in 16,4 (623 punten) discuswerpen: 8e met 38,86m (595 punten) polsstokhoogspringen: 8e met 3,50m (516 punten) speerwerpen: 5e met 58,83m (706 punten) 1500m: 11e in 4.56,8 (284 punten) totaal: 6427 punten     |
|                                                             |                          |           | |
| Betty Cuthbert                                              | 100m (v)                 | Goud      | serie 3: 1e in 11,4 (OR) halve finale 1: 2e in 12,0 finale: 1e in 11,5 |
| Marlene Mathews-Willard                                     | 100m (v)                 | Brons     | serie 2: 1e in 11,5 (OR) halve finale 2: 1e in 11,6 finale: 3e in 11,7 |
| Shirley Strickland                                          | 100m (v)                 | 13e       | serie 4: 3e in 11,7 |
| Norma Croker                                                | 200m (v)                 | 4e        | serie 3: 2e in 24,9 halve finale 1: 3e in 24,3 finale: 4e in 24,0 |
| Betty Cuthbert                                              | 200m (v)                 | Goud      | serie 1: 1e in 23,5 halve finale 1: 1e in 23,6 finale: 1e in 23,4 |
| Marlene Mathews-Willard                                     | 200m (v)                 | Brons     | serie 6: 1e in 24,0 halve finale 2: 2e in 24,3 finale: 3e in 23,8 |
| Gloria Cooke                                                | 80m horden (v)           | 6e        | serie 3: 3e in 11,4 halve finale 2: 3e in 11,1 finale: 6e in 11,4 |
| Shirley Strickland                                          | 80m horden (v)           | Goud      | serie 2: 1e in 10,8 halve finale 1: 1e in 10,8 finale: 1e in 10,7 |
| Norma Thrower                                               | 80m horden (v)           | Brons     | serie 4: 1e in 10,8 halve finale 2: 2e in 11,0 finale: 3e in 11,0 |
| Norma Croker Betty Cuthbert Fleur Mellor Shirley Strickland | 4x100m (v)               | Goud      | serie 1: 1e in 44,9 (WR) finale: 1e in 44,5 (WR) |
| Nancy Borwick                                               | verspringen (v)          | 8e        | kwalificatie: 5e met 5,80m finale: 8e met 5,82m |
| Margaret Johnson                                            | verspringen (v)          | 14e       | kwalificatie: 14e met 5,64m |
| Erica Willis                                                | verspringen (v)          | 16e       | kwalificatie: 16e met 5,59m |
| Carole Bernoth                                              | hoogspringen (v)         | 14e       | kwalificatie: 14e met 1,58m finale: 14e met 1,60m |
| Janice Cooper                                               | hoogspringen (v)         | 15e       | kwalificatie: 18e met 1,58m finale: 15e met 1,55m |
| Michele Mason                                               | hoogspringen (v)         | 6e        | kwalificatie: 7e met 1,58m finale: 6e met 1,67m |
| Mary Breen                                                  | kogelstoten (v)          | 18e       | kwalificatie: 18e met 11,28m |
| Valerie Lawrence                                            | kogelstoten (v)          | 13e       | kwalificatie: 10e met 13,43m finale: 13e met 13,12m |
| Margaret Woodlock                                           | kogelstoten (v)          | 17e       | kwalificatie: 17e met 11,70m |
| Shirley Cotton                                              | discuswerpen (v)         | 17e       | kwalificatie: 17e met 40,76m |
| Lois Jackman                                                | discuswerpen (v)         | 13e       | kwalificatie: 13e met 42,21m finale: 13e met 40,84m |
| Valerie Lawrence                                            | discuswerpen (v)         | 21e       | kwalificatie: 21e met 36,61m |
| June Heath                                                  | speerwerpen (v)          | 19e       | kwalificatie: 19e met 38,10m |
| Heather Innis                                               | speerwerpen (v)          | 18e       | kwalificatie: 18e met 38,72m |
| Maureen Wright                                              | speerwerpen (v)          | 17e       | kwalificatie: 17e met 38,81m |

### Basketbal
| Olympiër | Discipline | Resultaat | Prestatie |
| --- | ---------- | --------- | --- |
| Algis Ignatavicius Bruce Flick Colin Burdett Geoff Heskett Inge Friedenfelds George Dancis Ken Finch Merv Moy Peter Bumbers Peter Demos Peter Sutton Stan Dargis | mannen     | 12e       | 1e ronde groep D: 3e V van Brazilië: 66-89 V van Chili: 56-78 9-15e plek groep 1: 2e W van Thailand: 87-48 V van China: 73-86 W van Singapore: 98-74 9-12e plek: V van Canada: 38-83 11-12e plek: V van China: 70-87 |

| 1e ronde Groep D |           |             |             |             |            |            |            |        |
| #                | Land      | Wedstrijden | Wedstrijden | Wedstrijden | Doelpunten | Doelpunten | Doelpunten | Punten |
| #                | Land      | G           | W           | V           | V          | T          | Saldo      | Punten |
| 1                | Brazilië  | 2           | 2           | 0           | 167        | 125        | +42        | 4      |
| 2                | Chili     | 2           | 1           | 1           | 137        | 134        | +3         | 3      |
| 3                | Australië | 2           | 0           | 2           | 122        | 167        | -45        | 2      |

| 9-15e plek groep 1 |           |             |             |             |            |            |            |        |
| #                  | Land      | Wedstrijden | Wedstrijden | Wedstrijden | Doelpunten | Doelpunten | Doelpunten | Punten |
| #                  | Land      | G           | W           | V           | V          | T          | Saldo      | Punten |
| 1                  | China     | 3           | 3           | 0           | 218        | 189        | +29        | 6      |
| 2                  | Australië | 3           | 2           | 1           | 258        | 208        | +50        | 5      |
| 3                  | Singapore | 3           | 1           | 2           | 200        | 215        | -15        | 4      |
| 4                  | Thailand  | 3           | 0           | 3           | 150        | 214        | -64        | 3      |

### Boksen
| Olympiër          | Discipline  | Resultaat | Prestatie |
| ----------------- | ----------- | --------- | --- |
| Warner Batchelor  | -51kg (m)   | 5e        | 1e ronde: vrij 2e ronde: W van POL Kukier: punten kwartfinale: V van IRL Caldwell: punten                    |
| Robert Bath       | -54kg (m)   | 9e        | 1e ronde: W van CEY Jayasuriya: punten 2e ronde: V van KOR Soon-Chung: punten                                |
| Noel Hazard       | -57kg (m)   | 9e        | 1e ronde: vrij 2e ronde: V van GBR Nicholls: punten                                                          |
| William Griffiths | -60kg (m)   | 9e        | 1e ronde: vrij 2e ronde: V van USA Molina: punten                                                            |
| Max Carlos        | -63,5kg (m) | 9e        | 1e ronde: vrij 2e ronde: V van USA Shaw: punten                                                              |
| Kevin Hogarth     | -67kg (m)   | Brons     | 1e ronde: W van NZL Finlay: punten kwartfinale: W van HUN Dori: punten halve finale: V van IRL Tiedt: punten |
| Peter Read        | -71kg (m)   | 9e        | 1e ronde: V van USA Torres: punten                                                                           |
| Howard Richter    | -75kg (m)   | 9e        | 1e ronde: V van TCH Torma: punten                                                                            |
| Anthony Madigan   | -81kg (m)   | 5e        | 1e ronde: vrij kwartfinale: V van URS Murauskas: punten                                                      |

### Gewichtheffen
| Olympiër            | Discipline  | Resultaat | Prestatie                                                                             |
| ------------------- | ----------- | --------- | ------------------------------------------------------------------------------------- |
| Charles Henderson   | -56kg (m)   | 13e       | drukken: 14e met 72,5kg trekken: 11e met 85kg stoten: 10e met 115kg totaal: 272,5kg   |
| Keith Caple         | -60kg (m)   | 16e       | drukken: 18e met 87,5kg trekken: 17e met 90kg stoten: 17e met 110kg totaal: 287,5kg   |
| Verdi Barberis      | -67,5kg (m) | 11e       | drukken: 12e met 105kg trekken: 7e met 105kg stoten: 6e met 137,5kg totaal: 347,5kg   |
| Fred Baugh          | -75kg (m)   | 13e       | drukken: 9e met 107,5kg trekken: 15e met 95kg stoten: 13e met 122,5kg totaal: 325,0kg |
| John Stanley Powell | -82,5kg (m) | 8e        | drukken: 8e met 120kg trekken: 7e met 117,5kg stoten: 8e met 145kg totaal: 382,5kg    |
| Manny Santos        | -90kg (m)   | 9e        | drukken: 9e met 125kg trekken: 12e met 110kg stoten: 8e met 150kg totaal: 385kg       |
| Leonard Treganowan  | -90kg (m)   | 8e        | drukken: 9e met 122,5kg trekken: 7e met 117,5kg stoten: 8e met 150kg totaal: 390kg    |

### Hockey
| Olympiër | Discipline | Resultaat | Prestatie                                                                       |
| --- | ---------- | --------- | ------------------------------------------------------------------------------- |
| Alan Barblett Geoffrey Bennett Brian Booth Kevin Carton Kenneth Clarke Ian Dick John Dwyer Maurice Foley Louis Hailey Glen Jobson Dennis Kemp Keith Leeson Donald Mecklem Eric Pearce Gordon Pearce Melville Pearce Kenneth Reid Raymond Whiteside | mannen     | 5e        | groepsfase: 2e W van Kenia: 2-0 W van Maleisië: 3-2 V van Groot-Brittannië: 1-2 |

| Groep B |                  |             |             |             |             |            |            |            |        |
| #       | Land             | Wedstrijden | Wedstrijden | Wedstrijden | Wedstrijden | Doelpunten | Doelpunten | Doelpunten | Punten |
| #       | Land             | G           | W           | G           | V           | V          | T          | Saldo      | Punten |
| 1       | Groot-Brittannië | 3           | 1           | 2           | 0           | 5          | 4          | +1         | 4      |
| 2       | Australië        | 3           | 2           | 0           | 1           | 6          | 4          | +2         | 4      |
| 3       | Maleisië         | 3           | 0           | 2           | 1           | 5          | 6          | -1         | 2      |
| 4       | Kenia            | 3           | 0           | 2           | 1           | 2          | 4          | -2         | 2'     |

| Ronde       | Datum     | Plaats           | Land | Score     | Land |
| ----------- | --------- | ---------------- | ---- | --------- | ---- |
| Groepsfase  |           |                  |      |           |      |
| 23 november | Melbourne | Australië        | 2-0  | Kenia     |      |
| 26 november | Melbourne | Australië        | 3-2  | Maleisië  |      |
| 30 november | Melbourne | Groot-Brittannië | 2-1  | Australië |      |

### Kanovaren
| Olympiër                   | Discipline     | Resultaat | Prestatie                                  |
| -------------------------- | -------------- | --------- | ------------------------------------------ |
| Bryan Harper               | C-1 1000m (m)  | 7e        | 5.37,6                                     |
| Bryan Harper               | C-1 10000m (m) | 9e        | 1:02.12,1                                  |
| William Jones Thomas Ohman | C-2 1000m (m)  | 5e        | serie 2: 2e in 5.04,6 finale: 5e in 5.03,0 |
| William Jones Thomas Ohman | C-2 10000m (m) | 7e        | 56.18,6                                    |
| Barry Stuart               | K-1 1000m (m)  | 9e        | serie 3: 3e in 4.30,1 finale: 9e in 4.30,7 |
| Max Baldwin                | K-1 10000m (m) | 9e        | 51.49,7                                    |
| Walter Brown Dennis Green  | K-2 1000m (m)  | 7e        | serie 3: 1e in 4.03,0 finale: 7e in 3.59,1 |
| Walter Brown Dennis Green  | K-2 10000m (m) | Brons     | 43.43,2                                    |
|                            |                |           |                                            |
| Edith Cochrane             | K-1 500m (v)   | 5e        | serie 1: 3e in 2.24,0 finale: 5e in 2.23,8 |

### Moderne vijfkamp
| Olympiër                              | Discipline | Resultaat | Prestatie |
| ------------------------------------- | ---------- | --------- | --- |
| Sven Coomer                           | mannen     | 32e       | paardrijden: 28e met 135 punten schermen: 32e met 482 punten schietsport: 24e met 720 punten zwemmen: 3e met 1015 punten atletiek: 28e met 751 punten totaal: 3103 punten |
| George Nicoll                         | mannen     | 35e       | paardrijden: 33e met 0 punten schermen: 31e met 519 punten schietsport: 32e met 500 punten zwemmen: 32e met 665 punten atletiek: 36e met 466 punten totaal: 2150 punten   |
| Neville Sayers                        | mannen     | 19e       | paardrijden: 7e met 925 punten schermen: 35e met 408 punten schietsport: 10e met 820 punten zwemmen: 35e met 540 punten atletiek: 18e met 1024 punten totaal: 3717 punten |
| Sven Coomer George Nicoll Sven Coomer | team (m)   | 8e        | 8825 punten |

### Roeien
| Olympiër | Discipline      | Resultaat | Prestatie                                                                     |
| --- | --------------- | --------- | ----------------------------------------------------------------------------- |
| Stuart MacKenzie | skiff (m)       | Zilver    | serie 1: 2e in 7.28,8 halve finale 2: 2e in 9.19,5 finale: 2e in 8.07,7       |
| Murray Riley Mervyn Wood                                                                                                 | dubbel-twee (m) | Brons     | serie 2: 3e in 7.01,2 herkansingen: 1e in 8.12,2 finale: 3e in 7.37,4         |
| Maurice Grace Peter Raper                                                                                                | twee-zonder (m) | 4e        | serie 1: 2e in 7.37,2 halve finale 2: 2e in 8.48,2 finale: 4e in 8.22,2       |
| John Cockbill Bruce Dickson Robert Duncan                                                                                | twee-met (m)    | 7e        | serie 1: 2e in 8.15,9 halve finale 2: 3e in 9.37,7                            |
| David Anderson Peter Evatt John Harrison Geoffrey Williamson                                                             | vier-zonder (m) | 7e        | serie 1: 3e in 6.52,7 herkansingen: 1e in 8.10,4 halve finale 2: 4e in 8.22,4 |
| Mick Allen Gordon Cowey John Jenkinson Reg Libbis Kevin McMahon                                                          | vier-met (m)    | 4e        | serie 3: 2e in 7.01,9 halve finale 1: 2e in 7.59,8 finale: 4e in 7.31,1       |
| Michael Aikman Fred Benfield David Boykett Brian Doyle Harold Hewitt Jim Howden Walter Howell Garth Manton Adrian Monger | acht (m)        | Brons     | serie 1: 1e in 6.05,8 halve finale 1: 2e in 6.55,6 finale: 3e in 6.39,2       |

### Schermen
| Olympiër                                                                   | Discipline      | Resultaat | Prestatie |
| -------------------------------------------------------------------------- | --------------- | --------- | --- |
| Laurence Harding-Smith                                                     | degen (m)       | 36e       | 1e groep D: 6e V van LUX Schmit: 2-5 V van FIN Wiik: 4-5 V van SWE Forssell: 4-5 W van USA Hoitsma: 5-1 V van URS Üdras: 0-5 W van MEX Jimenez: 5-4 |
| Ivan Lund                                                                  | degen (m)       | 24e       | 1e ronde groep B: 3e V van SWE Rehbinder: 3-5 W van EUA Stratmann: 5-2 W van BEL Debeur: 5-4 W van URS Tsirek'idze: 5-4 V van INA Sukarno: 0-5 W van COL Camargo: 5-0 W van JPN Sano: 5-0 2e ronde groep D: 6e V van SWE Rehbinder: 3-5 V van HUN Sákovics: 4-5 V van USA Shurtz: 5-5 V van FIN Wiik: 1-5 V van FRA Dagallier: 2-5 W van GBR Howard: 5-3                   |
| Richard Stone                                                              | degen (m)       | 27e       | 1e ronde groep C: 4e V van USA Pew: 1-5 V van SWE Carleson: 0-5 V van BEL Achten: 0-5 W van COL Echeverry: 5-3 W van LUX Leischen: 5-4 W van ARG Massini: 5-3 2e ronde groep C: 7e V van FRA Mouyal: 4-5 V van BEL Delaunois: 1-5 V van ITA Delfino: 4-5 V van LUX Schmit: 4-5 W van EUA Stratmann: 5-3 V van GBR Jay: 3-5                                                 |
| Keith Hackshall Ivan Lund Hilbert Van Dijk James Wolfensohn                | degen team (m)  | 9e        | 1e ronde groep A: 4e V van Italië: 5-11 V van Groot-Brittannië: 3-9 |
| Brian McCowage                                                             | floret (m)      | 12e       | 1e ronde groep C: 2e V van GBR Paul: 0-5 W van ITA Bergamini: 5-0 W van BEL Delaunois: 5-4 W van HUN Somodi: 5-3 W van ARG Massini: 5-3 W van USA Krieger: 5-2 2e ronde groep B: 6e V van FRA d'Oriola: 0-5 V van ITA Bergamini: 4-5 W van HUN Gyyuricza: 5-3 V van GBR Jay: 2-5 V van EUA Stratmann: 3-5 V van URS Osip'ovi: 3-5 W van GBR Paul: 5-4                      |
| David McKenzie                                                             | floret (m)      | 24e       | 1e ronde groep D: 6e V van URS Midler: 1-5 V van FRA d'Oriola: 1-5 V van GBR Paul: 1-5 V van BEL Verhalle: 2-5 V van HUN Fülöp: 2-5 W van CAN Asselin: 5-3 W van COL Echeverry: 5-4 |
| Michael Sichel                                                             | floret (m)      | 15e       | 1e ronde groep B: 1e W van URS Osip'ovi: 5-3 V van USA Axelrod: 4-5 V van EUA Stratmann: 3-5 W van ITA Mangiarotti: 5-2 W van BEL Dehez: 5-0 W van FRA Latasta: 5-3 W van COL Blando: 5-1 2e ronde groep A: 8e V van FRA Netter: 0-5 V van ITA Spallino: 2-5 V van GBR Paul: 1-5 V van URS Midler: 1-5 V van BEL Verhalle: 3-5 V van URS Rudov: 4-5 V van USA Axelrod: 2-5 |
| Ray Buckingham Tom Cross Brian McCowage David McKenzie Rod Steele          | floret team (m) | 6e        | 1e ronde groep C: 3e V van Verenigde Staten: 3-13 V van Hongarije: 8-8 (57-65) |
| Leslie Fadgyas                                                             | sabel (m)       | 28e       | 1e ronde groep C: 3e met 3 overwinningen 2e ronde groep D: 7e met 0 overwinning |
| Graham McKenzie                                                            | sabel (m)       | 27e       | 1e ronde groep B: 4e met 1 overwinning 2e ronde groep C: 7e met 0 overwinningen |
| Sandor Szoke                                                               | sabel (m)       | 33e       | 1e ronde groep A: 6e met 1 overwinning |
| Leslie Fadgyas Leslie Kovacs Alexander Martonffy Emeric Santo Sandor Szoke | sabel team (m)  | 6e        | 1e ronde groep C: 3e V van Sovjet-Unie: 2-14 V van Frankrijk: 1-9 |
|                                                                            |                 |           | |
| Joy Hardon                                                                 | floret (v)      | 23e       | 1e ronde groep C: 8e V van GBR Sheen: 0-4 V van ROU Orban: 2-4 V van FRA Garilhe: 3-4 V van DEN Lachmann: 3-4 V van URS Rastvorova: 1-4 V van USA Goodrich: 3-4 V van HUN Nyári-Kovács: 0-4 |
| Lois Joseph                                                                | floret (v)      | 22e       | 1e ronde groep B: 8e V van USA Romary: 1-4 V van AUT Preis: 2-4 V van ITA Colombetti: 2-4 V van MEX Roldán: 3-4 V van ROU Orb: 3-4 V van URS Šitikova: 3-4 W van FRA Veronnet: 4-3 |
| Denise O'Brien                                                             | floret (v)      | 19e       | 1e ronde groep A: 7e V van USA Mitchell: 3-4 V van URS Efimova: 0-4 V van HUN Dömölky-Sákovics: 1-4 V van FRA Bernheim: 0-4 V van ITA Cesari: 2-4 V van GBR Glen Haig: 2-4 |

### Schietsport
| Olympiër         | Discipline                  | Resultaat | Prestatie                          |
| ---------------- | --------------------------- | --------- | ---------------------------------- |
| Norman Rule      | 50m geweer 3 houdingen (m)  | 34e       | 1114 punten: (393-382-339)         |
| Don Tolhurst     | 50m geweer 3 houdingen (m)  | 27e       | 1131 punten: (393-389-349)         |
| Norman Goff      | 300m geweer 3 houdingen (m) | 17e       | 506 punten: (372-343-295)          |
| Ian Wrigley      | 300m geweer 3 houdingen (m) | 16e       | 541 punten: (382-350-289)          |
| Norman Rule      | 50m geweer liggend (m)      | 22e       | 594 punten: (99-99-99-99-100-98)   |
| Don Tolhurst     | 50m geweer liggend (m)      | 10e       | 596 punten: (100-98-100-99-99-100) |
| Rodney Johnson   | 50m pistool (m)             | 27e       | 506 punten: (78-90-78-87-87-86)    |
| Len Tolhurst     | 50m pistool (m)             | 8e        | 541 punten: (94-90-92-84-91-90)    |
| Johnnie Maitland | 25m snelvuurpistool (m)     | 28e       | 526 punten: (256-270)              |
| Peter Papps      | 25m snelvuurpistool (m)     | 35e       | 469 punten: (256-213)              |
| Colin Anderson   | 100m lopend hert (m)        | 10e       | 357 punten: (184-173)              |
| Noel Hall        | 100m lopend hert (m)        | 11e       | 339 punten: (167-172)              |
| John Bryant      | trap (m)                    | 9e        | 176 punten                         |
| Clement Mudford  | trap (m)                    | 20e       | 164 punten                         |

### Schoonspringen
| Olympiër        | Discipline    | Resultaat | Prestatie                       |
| --------------- | ------------- | --------- | ------------------------------- |
| Ronald Faulds   | 3m plank (m)  | 20e       | voorronde: 20e met 68,84 punten |
| Joseph McCann   | 3m plank (m)  | 19e       | voorronde: 19e met 69,18 punten |
| Arthur Winther  | 3m plank (m)  | 17e       | voorronde: 17e met 71,04 punten |
| Barry Holmes    | 10m toren (m) | 22e       | voorronde: 22e met 58,01 punten |
| Francis Murphy  | 10m toren (m) | 17e       | voorronde: 17e met 66,29 punten |
| William Tully   | 10m toren (m) | 18e       | voorronde: 18e met 65,49 punten |
|                 |               |           |                                 |
| Roslyn Barton   | 3m plank (v)  | 15e       | voorronde: 15e met 58,50 punten |
| Pat Howard      | 3m plank (v)  | 17e       | voorronde: 17e met 53,89 punten |
| Barbara McAulay | 3m plank (v)  | 13e       | voorronde: 13e met 60,19 punten |
| Roslyn Barton   | 10m toren (v) | 15e       | voorronde: 15e met 41,96 punten |
| Barbara McAulay | 10m toren (v) | 14e       | voorronde: 14e met 45,67 punten |
| Adele Price     | 10m toren (v) | 18e       | voorronde: 18e met 35,28 punten |

### Turnen
| Olympiër                                                                    | Discipline               | Resultaat | Prestatie     |
| --------------------------------------------------------------------------- | ------------------------ | --------- | ------------- |
| Brian Blackburn                                                             | vloer (m)                | 41e       | 17,90 punten  |
| Graham Bond                                                                 | vloer (m)                | 58e       | 15,65 punten  |
| David Gourlay                                                               | vloer (m)                | 56e       | 16,25 punten  |
| John Lees                                                                   | vloer (m)                | 60e       | 14,75 punten  |
| Noel Punton                                                                 | vloer (m)                | 51e       | 17,05 punten  |
| Bruce Sharp                                                                 | vloer (m)                | 48e       | 17,60 punten  |
| Brian Blackburn                                                             | sprong (m)               | 47e       | 17,95 punten  |
| Graham Bond                                                                 | sprong (m)               | 56e       | 17,80 punten  |
| David Gourlay                                                               | sprong (m)               | 43e       | 18,05 punten  |
| John Lees                                                                   | sprong (m)               | 61e       | 16,40 punten  |
| Noel Punton                                                                 | sprong (m)               | 50e       | 17,90 punten  |
| Bruce Sharp                                                                 | sprong (m)               | 28e       | 18,35 punten  |
| Brian Blackburn                                                             | paard voltige (m)        | 58e       | 12,10 punten  |
| Graham Bond                                                                 | paard voltige (m)        | 56e       | 13,95 punten  |
| David Gourlay                                                               | paard voltige (m)        | 55e       | 14,70 punten  |
| John Lees                                                                   | paard voltige (m)        | 54e       | 15,55 punten  |
| Noel Punton                                                                 | paard voltige (m)        | 57e       | 12,60 punten  |
| Bruce Sharp                                                                 | paard voltige (m)        | 59e       | 10,60 punten  |
| Brian Blackburn                                                             | ringen (m)               | 59e       | 14,55 punten  |
| Graham Bond                                                                 | ringen (m)               | 58e       | 14,85 punten  |
| David Gourlay                                                               | ringen (m)               | 56e       | 15,45 punten  |
| John Lees                                                                   | ringen (m)               | 49e       | 16,40 punten  |
| Noel Punton                                                                 | ringen (m)               | 60e       | 14,35 punten  |
| Bruce Sharp                                                                 | ringen (m)               | 51e       | 15,95 punten  |
| Brian Blackburn                                                             | brug (m)                 | 56e       | 15,70 punten  |
| Graham Bond                                                                 | brug (m)                 | 53e       | 16,50 punten  |
| David Gourlay                                                               | brug (m)                 | 57e       | 15,45 punten  |
| John Lees                                                                   | brug (m)                 | 55e       | 16,15 punten  |
| Noel Punton                                                                 | brug (m)                 | 58e       | 15,35 punten  |
| Bruce Sharp                                                                 | brug (m)                 | 53e       | 16,50 punten  |
| Brian Blackburn                                                             | rekstok (m)              | 58e       | 13,20 punten  |
| Graham Bond                                                                 | rekstok (m)              | 50e       | 17,65 punten  |
| David Gourlay                                                               | rekstok (m)              | 54e       | 16,00 punten  |
| John Lees                                                                   | rekstok (m)              | 57e       | 13,80 punten  |
| Noel Punton                                                                 | rekstok (m)              | 63e       | 8,50 punten   |
| Bruce Sharp                                                                 | rekstok (m)              | 56e       | 13,95 punten  |
| Brian Blackburn                                                             | meerkamp individueel (m) | 58e       | 91,40 punten  |
| Graham Bond                                                                 | meerkamp individueel (m) | 54e       | 96,40 punten  |
| David Gourlay                                                               | meerkamp individueel (m) | 55e       | 95,90 punten  |
| John Lees                                                                   | meerkamp individueel (m) | 56e       | 93,05 punten  |
| Noel Punton                                                                 | meerkamp individueel (m) | 59e       | 85,75 punten  |
| Bruce Sharp                                                                 | meerkamp individueel (m) | 57e       | 92,95 punten  |
| Brian Blackburn Graham Bond David Gourlay John Lees Noel Punton Bruce Sharp | meerkamp team (m)        | 7e        | 477,15 punten |
|                                                                             |                          |           |               |
| Barbara Cunningham                                                          | meerkamp individueel (v) | 63e       | 61,70 punten  |
| Ing Fraser                                                                  | meerkamp individueel (v) | 62e       | 62,433 punten |
| Wendy Nicholls                                                              | meerkamp individueel (v) | 64e       | 60,533 punten |
| Barbara Cunningham                                                          | vloer (v)                | 62e       | 15,933 punten |
| Ing Fraser                                                                  | vloer (v)                | 61e       | 16,70 punten  |
| Wendy Nicholls                                                              | vloer (v)                | 64e       | 15,70 punten  |
| Barbara Cunningham                                                          | sprong (v)               | 61e       | 15,40 punten  |
| Ing Fraser                                                                  | sprong (v)               | 62e       | 14,366 punten |
| Wendy Nicholls                                                              | sprong (v)               | 63e       | 13,633 punten |
| Barbara Cunningham                                                          | brug (v)                 | 60e       | 16,166 punten |
| Ing Fraser                                                                  | brug (v)                 | 63e       | 15,633 punten |
| Wendy Nicholls                                                              | brug (v)                 | 64e       | 14,833 punten |
| Barbara Cunningham                                                          | balk (v)                 | 64e       | 14,200 punten |
| Ing Fraser                                                                  | balk (v)                 | 62e       | 15,733 punten |
| Wendy Nicholls                                                              | balk (v)                 | 57e       | 16,366 punten |

### Voetbal
| Olympiër | Discipline | Resultaat | Prestatie                                                |
| --- | ---------- | --------- | -------------------------------------------------------- |
| Billy Henderson Ron Lord Col Kitching Pete Stone Ted Smith George Arthur Bill Harburn Alwyn Warren Alex Rattray Alec Beattie Bob Bignall John Pettigrew Francis Loughran Bob Wemyss Jack Lennard Brian Vogler Bruce Morrow Con Purser Graham McMillan Cliff Sander | mannen     | 5e        | 1e ronde: W van Japan: 2-0 kwartfinale: V van India: 2-4 |

### Waterpolo
| Olympiër | Discipline | Resultaat | Prestatie                                                                        |
| --- | ---------- | --------- | -------------------------------------------------------------------------------- |
| Peter Bennett Jake Foster Doug Laing William McCabe John O'Brien Bill Orchard Ted Pierce Raymond Smee Keith Whitehead | mannen     | 9e        | groepsfase: 4e V van Roemenië: 2-4 V van Joegoslavië: 1-9 V van Sovjet-Unie: 0-3 |

| Groep A |             |             |             |             |             |        |        |        |        |
| #       | Land        | Wedstrijden | Wedstrijden | Wedstrijden | Wedstrijden | Punten | Punten | Punten | Punten |
| #       | Land        | G           | W           | G           | V           | V      | T      | Saldo  | Punten |
| 1       | Joegoslavië | 3           | 3           | 0           | 0           | 15     | 5      | +10    | 6      |
| 2       | Sovjet-Unie | 3           | 2           | 0           | 1           | 9      | 6      | +3     | 4      |
| 3       | Roemenië    | 3           | 1           | 0           | 2           | 9      | 9      | 0      | 2      |
| 4       | Australië   | 3           | 0           | 0           | 3           | 3      | 16     | -13    | 0      |

| Ronde       | Datum     | Plaats      | Land | Score     | Land |
| ----------- | --------- | ----------- | ---- | --------- | ---- |
| Groepsfase  |           |             |      |           |      |
| 28 november | Melbourne | Roemenië    | 4-2  | Australië |      |
| 29 november | Melbourne | Joegoslavië | 9-1  | Australië |      |
| 30 november | Melbourne | Sovjet-Unie | 3-0  | Australië |      |

### Wielersport
| Olympiër                                            | Discipline               | Resultaat | Prestatie |
| Baan                                                | Baan                     | Baan      | Baan |
| --------------------------------------------------- | ------------------------ | --------- | --- |
| Dick Ploog                                          | sprint (m)               | Brons     | 1e ronde: 1e in 11,4 kwartfinale: W van USA Disney: 2-0 halve finale: V van ITA Pesenti: 1-2 bronzen finale: W van NZL Johnston: 2-0                             |
| Cliff Burvill Frank Brazier Roy Moore Warren Scarfe | ploegenachtervolging (m) | 9e        | 1e ronde: V van Frankrijk: gedubbeld |
| Ian Browne Anthony Marchant                         | tandem (m)               | Goud      | 1e ronde: 3e herkansing 1e ronde: 1e in 11,0 kwartfinale: W van Zuid-Afrika in 10,8 halve finale 2: W van Italië in 10,8 finale: W van Tsjecho-Slowakije in 10,8 |
| Warren Scarfe                                       | tijdrit (m)              | 4e        | 1.12,1 |
| Weg                                                 |                          |           | |
| Jim Nestor                                          | wegwedstrijd (m)         | DNF       | niet gefinisht |
| Jim Nevin                                           | wegwedstrijd (m)         | 44e       | 5:47.02 |
| John O'Sullivan                                     | wegwedstrijd (m)         | 41e       | 5:36.58 |
| Jack Trickey                                        | wegwedstrijd (m)         | DNF       | niet gefinisht |
| Jim Nestor Jim Nevin John O'Sullivan Jack Trickey   | wegwedstrijd team (m)    | DNF       | niet gefinisht |

### Worstelen
| Olympiër           | Discipline  | Resultaat   | Prestatie |
| Vrije stijl        | Vrije stijl | Vrije stijl | Vrije stijl |
| ------------------ | ----------- | ----------- | --- |
| Fred Flannery      | -52kg (m)   | 10e         | 1e ronde: V van FRA Zoete 2e ronde: V van PAK Aziz: 0-3                                                                 |
| Geoffrey Jameson   | -57kg (m)   | 11e         | 1e ronde: V van PAK Zahur: 0-3 2e ronde: V van IRI Yaghoubi                                                             |
| Richard Elliot     | -62kg (m)   | 11e         | 1e ronde: V van TUR Şit 2e ronde: V van USA Roderick                                                                    |
| David Schumacher   | -67kg (m)   | 16e         | 1e ronde: V van JPN Kasahara 2e ronde: V van ARG Rolón: 0-3                                                             |
| Noel Granger       | -73kg (m)   | 11e         | 1e ronde: V van SWE Berlin: 0-3 2e ronde: V van TUR Zengin                                                              |
| William Davies     | -79kg (m)   | 9e          | 1e ronde: V van IND Singh: 0-3 2e ronde: W van GBR Farquhar: 3-0 3e ronde: V van USA Hodge                              |
| Kevin Coote        | -87kg (m)   | 6e          | 1e ronde: W van CAN Steckle: 3-0 2e ronde: V van RSA Theron: 0-3 3e ronde: W van IRL Martina 4e ronde: V van IRI Takhti |
| Ray Mitchell       | +87kg (m)   | 4e          | 1e ronde: W van JPN Nakao: 2-1 2e ronde: V van USA Kerslake 3e ronde: vrij                                              |
| Grieks-Romeins     |             |             | |
| Monty Hakansson    | -52kg (m)   | 10e         | 1e ronde: V van BEL Mewis 2e ronde: V van TUR Ali Eğribaş                                                               |
| Ronald Sweeney     | -57kg (m)   | 12e         | 1e ronde: V van ARG Diaz 2e ronde: V van ROU Horvath: 0-3                                                               |
| Norman Ickeringill | -62kg (m)   | 9e          | 1e ronde: V van FIN Mäkinen 2e ronde: V van TUR Sille                                                                   |
| Fred Murphy        | -73kg (m)   | 9e          | 1e ronde: V van EUA Schäfer 2e ronde: V van SWE Berlin                                                                  |
| William Paterson   | -79kg (m)   | 8e          | 1e ronde: V van FIN Punkari 2e ronde: V van URS Kartozija                                                               |
| Victor Macha       | -87kg (m)   | 9e          | 1e ronde: V van CAN Steckle: 1-2 2e ronde: V van AUT Wiesberger Jr.                                                     |
| Joseph Zammit      | +87kg (m)   | 9e          | 1e ronde: V van GRE Georgoulis: 0-3 2e ronde: V van ITA Bulgarelli                                                      |

### Zeilen
| Olympiër                                         | Discipline       | Resultaat | Prestatie                         |
| ------------------------------------------------ | ---------------- | --------- | --------------------------------- |
| Colin Stirling Ryrie                             | finn (m)         | 9e        | 2965 punten: (4-13-11-DNF-7-14-5) |
| John Scott Rolly Tasker                          | 12m² sharpie (m) | Zilver    | 6086 punten: (1-2-2-1-2-2-DSQ)    |
| Jack Downey Robert French                        | star (m)         | 9e        | 1409 punten: (8-9-12-6-11-9-11)   |
| Brian Carolan James Carolane Graham Horace Drane | star (m)         | 5e        | 3769 punten: (2-10-14-4-4-4-9)    |
| Douglas Buxton Devereaux Mytton Jock Sturrock    | 5,5m (m)         | Brons     | 4022 punten: (4-4-2-4-1-3-4)      |

### Zwemmen
| Olympiër                                              | Discipline            | Resultaat | Prestatie                                                                         |
| ----------------------------------------------------- | --------------------- | --------- | --------------------------------------------------------------------------------- |
| Gary Chapman                                          | 100m vrije slag (m)   | Brons     | serie 5: 1e in 57,8 halve finale 2: 2e in 56,9 finale: 3e in 56,7                 |
| John Devitt                                           | 100m vrije slag (m)   | Zilver    | serie 3: 1e in 57,2 halve finale 2: 1e in 56,4 finale: 2e in 55,8                 |
| Jon Henricks                                          | 100m vrije slag (m)   | Goud      | serie 1: 1e in 57,3 halve finale 1: 1e in 55,7 finale: 1e in 55,4 (WR)            |
| Kevin O'Halloran                                      | 400m vrije slag (m)   | 4e        | serie 1: 1e in 4.36,9 finale: 4e in 4.32,9                                        |
| Murray Rose                                           | 400m vrije slag (m)   | Goud      | serie 5: 1e in 4.31,7 finale: 1e in 4.27,3 (WR)                                   |
| Gary Winram                                           | 400m vrije slag (m)   | 6e        | serie 4: 1e in 4.34,5 finale: 6e in 4.34,9                                        |
| Murray Garretty                                       | 1500m vrije slag (m)  | 4e        | serie 4: 1e in 18.27,4 finale: 4e in 18.26,5                                      |
| Murray Rose                                           | 1500m vrije slag (m)  | Goud      | serie 1: 1e in 18.04,1 finale: 1e in 17.58,9                                      |
| Gary Winram                                           | 1500m vrije slag (m)  | 8e        | serie 2: 1e in 18.35,7 finale: 8e in 19.06,2                                      |
| John Hayres                                           | 100m rugslag (m)      | 5e        | serie 1: 2e in 1.04,4 halve finale 2: 2e in 1.05,0 finale: 5e in 1.05,0           |
| John Monckton                                         | 100m rugslag (m)      | Zilver    | serie 4: 1e in 1.03,4 halve finale 1: 1e in 1.04,1 finale: 2e in 1.03,2           |
| David Theile                                          | 100m rugslag (m)      | Goud      | serie 3: 1e in 1.04,3 halve finale 1: 2e in 1.04,8 finale: 1e in 1.02,2 (WR)      |
| Terry Gathercole                                      | 200m schoolslag (m)   | 4e        | serie 2: 2e in 2.40,2 finale: 4e in 2.38,7                                        |
| John Marshall                                         | 200m vlinderslag (m)  | 5e        | serie 1: 2e in 2.26,8 finale: 5e in 2.27,2                                        |
| Brian Wilkinson                                       | 200m vlinderslag (m)  | 7e        | serie 2: 2e in 2.27,2 finale: 7e in 2.29,7                                        |
| John Devitt Jon Henricks Kevin O'Halloran Murray Rose | 4x200m vrije slag (m) | Goud      | serie 2: 3e in 8.40,2 finale: 1e in 8.23,6                                        |
|                                                       |                       |           |                                                                                   |
| Lorraine Crapp                                        | 100m vrije slag (v)   | Zilver    | serie 1: 1e in 1.03,4 (OR) halve finale 2: 1e in 1.03,1 finale: 2e in 1.02,4      |
| Dawn Fraser                                           | 100m vrije slag (v)   | Goud      | serie 5: 1e in 1.02,4 (OR) halve finale 1: 1e in 1.03,0 finale: 1e in 1.02,0 (WR) |
| Faith Leech                                           | 100m vrije slag (v)   | Brons     | serie 4: 1e in 1.04,9 halve finale 1: 2e in 1.05,2 finale: 3e in 1.05,1           |
| Lorraine Crapp                                        | 400m vrije slag (v)   | Goud      | serie 4: 1e in 5.00,2 finale: 1e in 4.54,6(WR)                                    |
| Dawn Fraser                                           | 400m vrije slag (v)   | Zilver    | serie 3: 1e in 5.02,5 finale: 2e in 5.02,5                                        |
| Sandra Morgan                                         | 400m vrije slag (v)   | 6e        | serie 2: 2e in 5.07,8 finale: 6e in 5.14,3                                        |
| Gerganiya Beckitt                                     | 100m rugslag (v)      | 8e        | serie 2: 2e in 1.14,8 finale: 8e in 1.14,7                                        |
| Patricia Huntingford                                  | 100m rugslag (v)      | 13e       | serie 3: 5e in 1.16,0                                                             |
| Pam Singleton                                         | 100m rugslag (v)      | 17e       | serie 1: 6e in 1.17,0                                                             |
| Barbara Evans                                         | 200m schoolslag (v)   | 12e       | serie 2: 7e in 3.03,6                                                             |
| Beverly Bainbridge                                    | 100m vlinderslag (v)  | 5e        | serie 2: 1e in 1.14,4 finale: 5e in 1.15,2                                        |
| Maureen Giles                                         | 100m vlinderslag (v)  | 11e       | serie 1: 5e in 1.19,4                                                             |
| Lorraine Crapp Dawn Fraser Faith Leech Sandra Morgan  | 4x100m vrije slag (v) | Goud      | serie 2: 1e in 4.25,0 finale: 1e in 4.17,1 (WR)                                   |

Afghanistan · Argentinië · Australië · Bahama's · België · Bermuda · Birma · Brazilië · Brits-Guiana · Bulgarije · Cambodja* · Canada · Ceylon · Chili · Colombia · Cuba · Denemarken · Duits eenheidsteam · Egypte* · Ethiopië · Fiji · Filipijnen · Finland · Frankrijk · Griekenland · Groot-Brittannië · Hongarije · Hongkong · Ierland · IJsland · India · Indonesië · Iran · Israël · Italië · Jamaica · Japan · Joegoslavië · Kenia · Liberia · Luxemburg · Malakka · Mexico · Nederland* · Nieuw-Zeeland · Nigeria · Noord-Borneo · Noorwegen · Oeganda · Oostenrijk · Pakistan · Peru · Polen · Portugal · Puerto Rico · Roemenië · Singapore · Sovjet-Unie · Spanje* · Taiwan · Thailand · Trinidad en Tobago · Tsjecho-Slowakije · Turkije · Uruguay · Venezuela · Verenigde Staten · Vietnam · Zuid-Afrika · Zuid-Korea · Zweden · Zwitserland*

*alleen deelgenomen in Stockholm